# Riesneralm
Riesneralm est une station de ski de taille moyenne située près du village de Donnersbachwald dans l'ouest du Land de Styrie en Autriche.
À la différence de la station voisine de Planneralm, Riesneralm offre un domaine skiable qui peut apparaître certes un peu artificiel, les pistes ayant été dessinées dans la forêt de part et d'autre des deux remontées mécaniques principales. Cela représente toutefois un avantage notamment par temps de brouillard. Quelques rares possibilités de ski hors-piste se situent sur les hauteurs du domaine, le long du télésiège Little John. 
La station communique beaucoup sur la dénivelé totale offerte - près de 900 mètres sans avoir à emprunter un remonte-pente.
Un espace réservé aux débutants est situé au niveau du village, et desservi par un tapis roulant d'une longueur de 176 mètres - ce qui en ferait le plus long d'Autriche selon la communication officielle. 
Seuls deux télésièges de construction moderne, dont le Robin Hood qui est débrayable et offre un débit important, desservent le domaine. Les - longues - pistes situées de part et d'autre relient toutes le sommet avec le pied de la station.
Riesneralm est membre des regroupements de stations de ski Steiermark Joker et Schneebärenland.